# 古特·摩辛
古特·摩辛（Kurt Morsink）一般称作摩辛，1984年6月27日生于聖荷西，哥斯達黎加职业足球运动员，现效力于美國職業足球大聯盟球会堪薩斯城巫師。